# Џон Скофилд
Џон Скофилд (енгл. John Scofield; рођен 26. децембра 1951. у Дејтону, Охајо) је амерички џез гитариста и композитор. Свирао је са Мајлсом Дејвисом, Филом Лешом, Билијем Кобхамом, Денисом Чејмберсом, Џорџом Дјуком и другим извођачима.